# Сабор свих богоугодника Печерских
Сабор свих богоугодника Печерских или Сабор свих Кијево-печерских преподобних отаца је празник Руске православне цркве у част светитеља повезаних са Кијево-печерском лавром. Обједињује свете са два Сабора: преподобне оце Кијево-Печерске припечерске и преподобне оце кијевско-печерских далеких пећина. Саборна прослава бива у другу недељу (недеља) Великог поста.
Кијевски светитељи се прослављају локално од 1643. године, када је то увео митрополит Петар (Могила). По његовом упутству, протонамесник Цариградске патријаршије Мелетије Сириг написао је службу „преподобним оцима Кијево-Печерским и свим светитељима који су заблистали у Малој Русији“. У 18. веку се поставља питање општецрквеног поштовања кијевских светаца. Свети правитељствујушчи Синод 1762. године својим указом је дозволио помињање имена кијевских светитеља и унео њиховие службе у месечне Менеје и у опште црквене месечне календаре. Међутим, декрет Синода није у потпуности спроведен – имена кијевских светитеља нису била уврштена у стандардне месечне књиге објављене у Типику. Имена кијевских светитеља била су уврштена у месечнике свештеничког молитвеника Требник.
- Преподобног Мојсеја Чудотворца
- Преподобног Лаврентија - Затвореника
- Преподобног Илариона - Схимника
- Преподобног Пафнутија - Затворника
- Преподобног Мартирија Ђакона
- Преподобног Теодора, Кнеза Острожског
- Преподобног Атанасија - Затворника
- Преподобног Дионисија - Затворника
- Преподобног Теофила, Епископа Новгородског.
- Преподобног Зинона - Постника и Трудољупца
- Преподобног Григорија Чудотворца
- Преподобног Ипатија - Лекара и Исцелитеља
- Преподобномученика Лукијана
- Преподобног Јосифа Многонапаћеног
- Преподобног Павла Послушног
- Преподобног Сисоја Схимника
- Преподобног Нестора - Некњижевног, Простог
- Преподобног Памва
- Преподобног Теодора Ћутљивог
- Преподобног Софронија Затворника
- Преподобног Панкратија - Јеромонаха
- Преподобног Анатолија - Затворника
- Преподобног Амона - Затворника
- Преподобног Мардарија - Затворника.
- Преподобног Пиора - Затворника
- Преподобног Мартирија - Затворника
- Преподобног Руфа - Затворника
- Преподобног Венијамина
- Преподобног Касијана - Затворника
- Преподобног Арсенија Трудољубивог
- Преподобног Јевтимија Схимника
- Преподобног Тита
- Преподобног Ахиле Ђакона
- Преподобних Пајсија и Меркурија Постника
- Преподобног Макарија Ђакона
- Пимена Постника
- Преподобних Леонтија и Геронтија
- Преподобног Захарија Постника
- Преподобног Силуана Схимника
- Преподобног Агатона Чудотворца
- Преподобног Игњатија, Архимандрита Печерског (Од 1435 Године).
- Преподобног Лонгина, Вратара Печерског